# Gerta Vrbová
Gerta Vrbová, roz. Sidonová (28. listopadu 1926 Trnava – 2. října 2020) byla emeritní profesorkou neurologie na University College v Londýně.

## Biografie
Gerta Vrbová se narodila v Trnavě otci Maxi Sidonovi a matce Josefině roz. Frankové. Sidonovi tam měli řeznictví a obchod a patřili k váženým rodinám. Pod nátlakem slovenského nacionalismu uprchli do Maďarska. Rodiče však válku nepřežili.
Po válce si s Walterem Rosenbergem (Rudolf Vrba), za kterého se později provdala a měli spolu dvě děti Helenu a Zuzanu, dodělali v Bratislavě střední školu, a poté odjeli do Prahy studovat na univerzitě.
Do roku 2020 žila v Londýně, byla významnou fyzioložkou a světovou kapacitou v oboru elektrostimulace. Jako profesorka na katedře anatomie a vývojové biologie na Londýnské univerzitě publikovala mnoho vědeckých prací.
O svém útěku před transportem za druhé světové války napsala v sedmdesáti letech knihu Komu věřit, koho oklamat, kterou z angličtiny přeložila Kateřina Sidonová, dcera Karola Sidona, jenž je Gertiným bratrancem. Ve Velké Británii vyšla i druhá kniha vzpomínek, Betrayed generation (Zrazená generace).
Když předčasně zemřela její dcera Zuzana, jejímž posledním přáním bylo, aby se nezapomnělo na čin jejího otce a mladí lidé z celé Evropy absolvovali pochod z Osvětimi do Žiliny, při němž by spolu hovořili a vcítili se do kůže těch, kteří před sedmdesáti lety tuto cestu museli projít. Gerti iniciovala za spolupráce s Fedorem Gálem projekt Vrba Wetzler Memorial.

## Z díla
- Komu věřit, koho oklamat. 2008. G plus G
- Betrayed generation (Zrazená generace). (anglicky)